# Cucina tamil

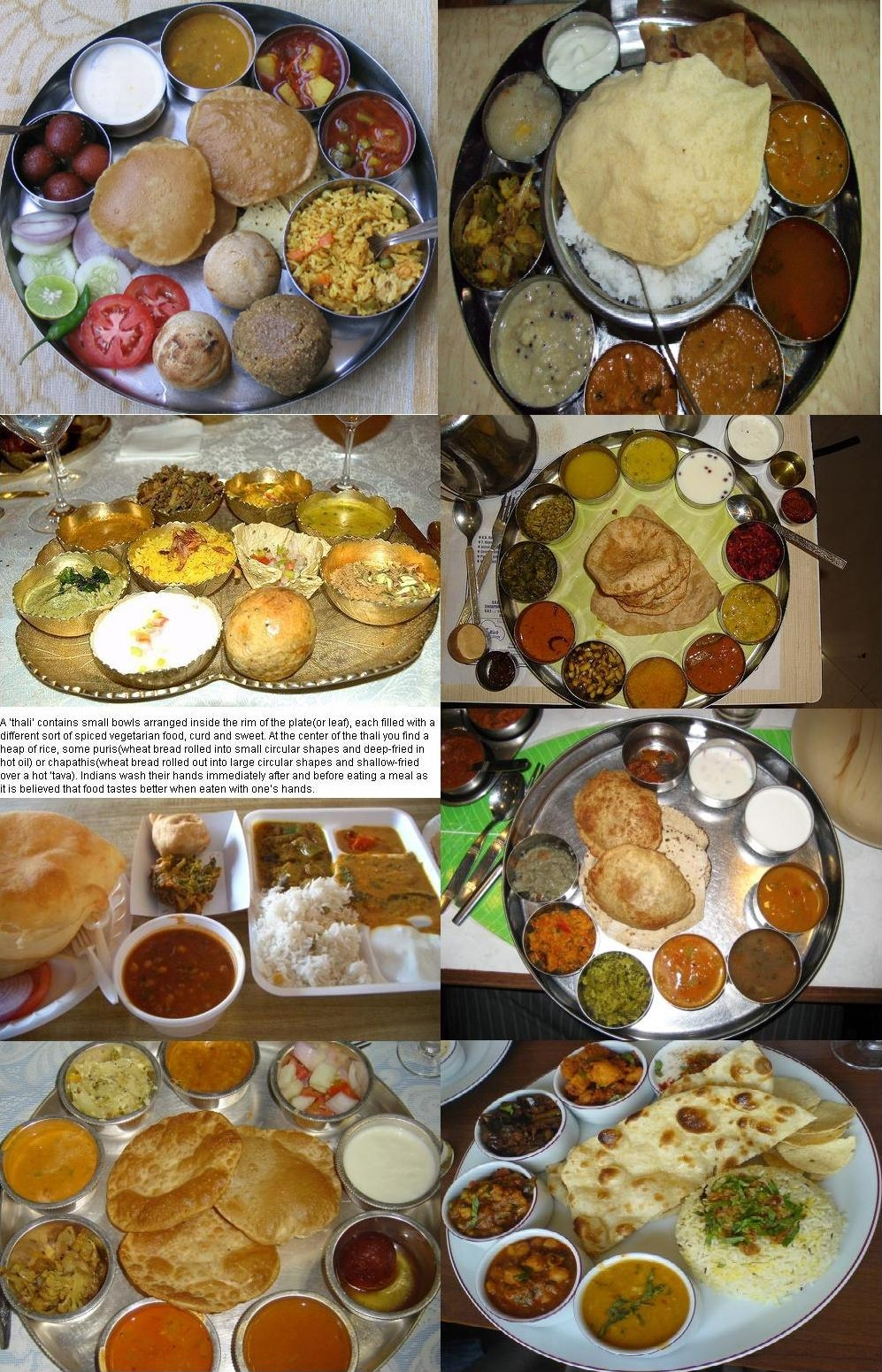
Pasti indiani (thali) serviti sia su un piatto d'argento o in acciaio inox.

La cucina tamil è la cucina dello stato indiano meridionale di Tamil Nadu. 

## Caratteristiche
La cucina tamil ha piatti sia di tradizione vegetariana che non. È caratterizzata dall'uso di riso e legumi.
I suoi tipici aromi e sapori nascono dall'uso di spezie quali le foglie di curry, senape, semi, coriandolo, zenzero, aglio, peperoncino, pepe, cannella, cardamomo, cumino, noce moscata, noce di cocco e acqua di rose
Le verdure e i prodotti caseari sono un accompagnamento essenziale, e si preferisce il tamarindo come agente acidificante.
La maniera tradizionale di consumare il pasto è stando seduti sul pavimento, servendo il cibo su una foglia di banana, e usando dita pulite della mano destra per portare il cibo alla bocca. Dopo il pasto, le dita sono lavate, e la foglia di banana diventa cibo per le mucche.

## Piatti tipici
- Uthappam
- Arisi Maavu Koozhu
- Parota
- Upma
- Puliyodarai
- Mulligatawny
- Sambar
- Thayir sadam
- Rasam
- Sevai
- Kottu

## Specialità
- Koozh
- Kootu
- Aviyal
- Puttu
- Paruppusilli
- Kozhakkattai